# Rivière Swampy Bay
Der Rivière Swampy Bay ist ein rechter Nebenfluss des Rivière Caniapiscau im Norden der kanadischen Provinz Québec.

## Flusslauf
Das Quellgebiet des Rivière Swampy Bay befindet sich etwa 25 km nordnordwestlich von Schefferville. Der Rivière Swampy Bay fließt in überwiegend nordwestlicher Richtung. Dabei durchfließt er eine Reihe von Seen: Lac Gillard, Lac Le Fer, Lac Otelnuk, Lac Wakuach, Lac Chakonipau, Lac Castignon, Lac Minowean und Lac Patu. Der Rivière Nachicapau mündet rechtsseitig in den Fluss. Anschließend durchfließt der Rivière Swampy Bay den See Lac Canichico. Schließlich mündet der Fluss 150 km südlich von Kuujjuaq in den Rivière Caniapiscau. Der Rivière Swampy Bay hat eine Länge von etwa 290 km. 

## Hydrometrie
Am Rivière Swampy Bay waren in der Vergangenheit zwei Abflusspegel in Betrieb:
- Abflusspegel 03LD004 (⊙) am Ausfluss aus dem Lac Patu bei Flusskilometer 47 (Einzugsgebiet 8990 km²; mittlerer Abfluss (1972–1993): 164 m³/s).[2]
- Abflusspegel 03LD006 (⊙) am Ausfluss aus dem Lac Canichico bei Flusskilometer 10 (Einzugsgebiet 15.900 km²; mittlerer Abfluss (1960–1972): 281 m³/s).[2]

Im folgenden Schaubild werden die mittleren monatlichen Abflüsse des Rivière Swampy Bay am Abflusspegel 04DA002 für die Messperiode 1972–1993 und am Abflusspegel 04DC001 für die Messperiode 1960–1972 in m³/s dargestellt.